# Festival di Castrocaro 1958
L'edizione 1958 del Festival di Castrocaro si è svolto il 20 settembre presso il Padiglione delle Feste delle Terme, sede storica della manifestazione

## La manifestazione
Organizzato dall'avvocato Natale Graziani, gestore governativo delle terme demaniali, il Festival vede nel 1958 l'iscrizione di 320 aspiranti cantanti; tramite le selezioni regionali (che sono effettuate soltanto in otto regioni, Piemonte, Lombardia, Veneto, Emilia-Romagna, Liguria, Toscana, Lazio e Campania) vengono scelti i 12 finalisti.
La giuria è presieduta dal Maestro Vincenzo Davico della Rai, mentre l'orchestra è diretta dal Maestro Amleto Zonca.
Tra i partecipanti Dino Sarti sarà quello che, ottenuto un contratto discografico con la Parlophon, avrà la carriera più lunga; riusciranno comunque anche ad incidere Carlo Vigna con la Fonit Cetra e Romano Della Rocca, terzo classificato (che pubblicherà per la NBC il 45 giri Tutta la vita/Senza sapere se t'amo).

## I partecipanti
1. Edda Montanari (Cesena)
2. Gino Antolini (Lugo)
3. Romano Della Rocca (Rimini)
4. Enrico Giustini (Firenze)

Altri partecipanti classificati in altre posizioni:
- Eugenia Foligatti (Massa Lombarda)
- Dino Sarti (Bologna)
- Carlo Vigna (Torino)